# Kocioł (łowiectwo)
Kocioł – sposób polowania na zające. Nazwa kocioł określa krąg naganiaczy i myśliwych otaczających teren łowów.
Kocioł polega na otoczeniu terenu przez myśliwych i naganiaczy, następnie posuwanie się ku środkowi i zacieśnianie kręgu celem odcięcia zwierzyny od możliwości ucieczki. Po zmniejszeniu kotła do ok. 200 metrów promienia myśliwi zatrzymują się, a naganiacze podążają dalej celem spłoszenia zajęcy. Myśliwi pozostający na okręgu strzelają do uciekających zwierząt.

## Legalność
Obecnie polowanie tą metodą jest zabronione w Polsce. Legalne jest natomiast m.in. na Węgrzech i Litwie.